# Social dumping
Social dumping er et begreb der benyttes for at beskrive en praksis, hvor arbejdsgivere benytter sig af billigere arbejdskraft, end hvad der ellers er tilgængelig, hvor varen eller serviceydelsen fremstilles, distribueres eller sælges. Der kan være tale om, at indvandret arbejdskraft benyttes, eller at produktionen flyttes til et land eller område med et lavere lønningsniveau. Sidstnævnte kaldes ofte også for outsourcing. Den erhvervsdrivende vil dermed spare på sine udgifter, og potentielt øge sin profit. Udbredt kritik antyder, at som resultat heraf vil regeringer være fristet til at indgå i såkaldt socialpolitisk konkurrence (engelsk: social policy regime competition), hvor de sætter arbejdsnormer og sociale standarder ned for at lette på virksomheders lønomkostninger og, i sidste ende, holde på erhvervsvirksomheder i deres jurisdiktion. I Danmark har staten haft en tilbagetrukket rolle på arbejdsmarkedet, fordi man traditionelt har ladet arbejdsmarkedets parter afgøre deres uenigheder via det, som kaldes "den danske model".

## Definitioner af social dumping

### Officielle definitioner
I en rapport fra Udvalget om modvirkning af social dumping fra 2012 defineres begrebet om social dumping på 2 forskellige måder. I rapporten kan det blandt andet læses:
"Begrebet social dumping betegner normalt forhold, hvor udenlandske lønmodtagere har løn- og arbejdsvilkår under sædvanligt dansk niveau. Herved forstås vilkår, som svarer til relevant overenskomst for det pågældende faglige område. Social dumping henviser også til situationer på arbejdsmarkedet, hvor udenlandske virksomheder opererer i Danmark uden at overholde danske love og regler om fx SKAT, arbejdsmiljø, social sikring samt opholds- og arbejdstilladelser." 
Således opereres der efter en juridisk definition, der indebærer, at løndumpingen sker gennem lovbrud, og en definition der læner sig op af det normative grundlag, som kollektive overenskomster generelt fastsætter indenfor et fag.
I de nordiske lande er særligt byggebranchen, luftfarten, godstransportbaranchen, restaurationsbranchen, rengøringsbranchen og it-branchen udsat for social dumping.
I nyere tid har det særligt været Laval-dommen, der har været drivende for udviklingen af social dumping samt anvendelsen af offentlige arbejdsklausuler (som er en måde, man fra politisk hold har forsøgt at modgå tendensen).

## Laval-dommen og Udstationeringsdirektivet
Laval-dommen (sagsnummer C-341/05) faldt i 2006 på baggrund af Vaxholmskonflikten (sv) ved den Europæiske Unions Domstol, som delvist fratog fagforeningerne konfliktretten med henvisning til Udstationeringsdirektivets mindstelønsbegreb. Dette mindstelønsbegreb svarer ikke til den danske praksis i forhold til at benytte sig af en såkaldt "minimalløn", der adskiller sig ved, at der ved minimallønnen er tale om en grundsats, der kan spædes op af lokale tillæg, som forhandles på plads af den enkelte medarbejder og virksomheden. Minimallønnen er dog ikke juridisk betinget, omend konfliktretten gælder, hvis en række ansatte underlønnes i forhold til de generelle vilkår. Laval-dommen dikterer dog, at fagforeninger ikke må konflikte mod udenlandske virksomheder, der er tiltrådt en overenskomst, hvor de overholder minimallønnen som minimum. Således er det kun muligt at presse udenlandske virksomheder til at tiltræde overenskomster, hvor de maksimalt behøver at betale grundsatsen, for at det dermed er ulovligt for fagforeningerne at konflikte yderligere mod dem.

Den bestemmelse, som Laval-dommen lagde til grund for denne vurdering,var Udstationeringsdirektivets artikel 3, stk. 1, litra c, hvor stk. 1 også nævner en række andre forhold, der dog er af begrænset signifikans i modsætning til netop litra c. Artikel 3, stk. 1 definerer de samlede krav, som fagforeningen maksimalt kan stille til de udenlandske virksomheder. Imidlertid kan man kun stille krav om, at de udenlandske virksomheder skal leve op til de nationale standarder på disse punkter. Litra a-g i artikel 3, stk. 1 nævner : 
a) maksimal arbejdstid og minimal hviletid
b) mindste antal betalte feriedage pr. år
c) mindsteløn, herunder overtidsbetaling; dette gælder ikke for erhvervstilknyttede tillægspensionsordninger
d) betingelserne for at stille arbejdstagere til rådighed, især via vikarbureauer
e) sikkerhed, sundhed og hygiejne på arbejdspladsen
f) beskyttelsesforanstaltninger med hensyn til arbejds- og ansættelsesvilkår for gravide kvinder og kvinder, der lige har født, samt for børn og unge
g) ligebehandling af mænd og kvinder samt andre bestemmelser vedrørende ikke-forskelsbehandling.
I et notat fra BAT-kartellet (december 2007) skrives det da også, at det specielt er litra c, der skaber problemer for deres muligheder for at bekæmpe social dumping: 
"Det betyder, at de tiltrædelsesoverenskomster, som vi i fremtiden præsenterer for udenlandske virksomheder, vil skulle have et andet indhold end de overenskomster, som de tiltræder for nuværende, hvis vi skal følge EF-Domstolens afgørelse, og at vi kun kan bakke overenskomstkrav op med kollektive kampskridt i forhold til ovenstående emner og disse emners udstrækning, som de er beskrevet i Udstationeringsdirektivet. 
Her er mindstelønsbegrebet naturligvis mest interessant for os. Vores minimallønssystem passer ikke særlig godt til denne kendelse." 
Med udgangspunkt i EU-traktatens artikel 49 om fri bevægelighed argumenterede domstolen for, at man med Udstationeringsdirektivets artikel 3, stk. 1 allerede havde sikret de udstationerede arbejdstageres rettigheder, hvorfor fagforeningerne kun kunne foretage kollektive kampskridt for at sikre de i litra a-g nævnte elementer.
Efter Laval-dommen udvidede man i Danmark Udstationeringsloven med et § 6a (ikrafttrædelse 1 januar 2009), som fastsatte, at man kun kunne konflikte mod udenlandske virksomheder, såfremt man henviste til overenskomsten for de mest repræsentative parter (LO og Dansk Byggeri) forinden, at man tog kollektive kampskridt i brug.

### Overenskomstmæssige reaktioner på Laval-dommen indenfor bygge- og anlægsbranchen
I kølvandet på Laval-dommen i 2006 oplevede fagforbundene indenfor bygge- og anlægsbranchen en stigende tendens til at store entreprenører i hverdagens praksis undgik overholdelsen af de danske overenskomster ved samarbejdede med udenlandske underentreprenører, der ikke var bundet til overenskomsten. Mange af de udenlandske underentreprenører har anvendt udstationerede arbejdstagere.

#### Overenskomsten 2010: 48-timers møder
Byggeriets parter forsøgte i overenskomstforhandlingerne i 2010 at forsøge finde fælles løsninger. Startvis blev der via overenskomstforhandlingerne indført 48-timersmøder, hvor entreprenøren indenfor en to-dages frist skulle redegøre for sin uskyld. Disse 48-timers møder havde omvendt bevisbyrde, hvilket ville sige, at fagforeningerne ved mistanke om diverse suspekte forhold kunne kræve af entreprenøren, at denne skulle bevise sin uskyld. Denne mulighed brugte 3F i 2013 300 gange. I overenskomsterne af 2010 havde fagbevægelsen dog håbet på at kunne få kædeansvar skrevet ind i overenskomsten også, men det kunne parterne ikke enes om.

#### Overenskomst 2014: misforholdsparagrafferne
Misforholdsparagrafferne blev skrevet ind i overenskomsterne på bygge- og anlægsområdet i 2014 via et protokollat om udenlandsk arbejdskraft. Misforholdsparagrafferne skulle sikre, at man kunne afgøre spørgsmålet om hvorvidt de udstationerede arbejdere faktisk også blev aflønnet ordentligt indenfor overenskomsten. Normalt fik de udstationerede arbejdere lige netop minimallønnen, samt de øvrige goder, der nævnes i Udstationeringsdirektivets artikel 3, stk. 1, omend de - ifølge fagforeningerne - burde få mere på baggrund af deres kompetencer og arbejdsopgaver. I fra 2017 på bygge- og anlægsområdet mellem 3F og Dansk Byggeri er "misforhold" angivet i form af, at der forelægger enighed om, hvordan et sådant skal vurderes: 
"Parterne er enige om, at det er en betingelser for, at der overhovedet kan foreligge et misforhold som helhed blandt andet er, at den enkelte virksomheds lønniveau er væsentligt lavere end lønniveauet på sammenlignelige virksomheder i branchen. Parterne er enige om, at det ikke i sig selv er tilstrækkeligt til at statuere misforhold, at der er tale om en væsentlig afvigelse fra den generelle gennemsnitsløn inden for branchen. Det er en forudsætning, at der er tale om sammenlignelige virksomheder inden for samme branche og geografi." 
Imidlertid overlader man samtidig vurderingen af, hvad der er et misforhold til det fagretlige system, hvorfor det i følge forskerne Jens Arnholtz og Søren Kaj Andersen fra FAOS mest viste, at parterne var "enige om at være uenige".  Misforhold er udelukkende placeret under kapitlet for tidslønsbestemmelserne i overenskomstaftalen, og derfor er det fuldt ud legitimt for udenlandske virksomheder kun at betale minimalløn til deres udstationerede arbejdere, såfremt der ikke kan forefindes et misforhold. Imidlertid har fagforeningerne haft meget svært ved at løfte bevisbyrden i disse sager.

### Politiske reaktioner på Laval-dommen

#### Udstationerede og RUT-registret
På baggrund af Laval-dommen blev Registret for Udenlandske Tjenesteydere oprettet til gøre kontrollen med udenlandsk arbejdskraft lettere for fagforeningerne, arbejdstilsynet og andre kontrolinstanser i samfundet.

Bøden for ikke at indberette en udstationering er 10.000 kr.  Ifølge Erhvervsstyrelsen defineres udstationering som følger :
En udstationeret medarbejder i Danmark er en medarbejder, der normalt udfører sit arbejde i et andet land end Danmark, men som midlertidigt udfører arbejde i Danmark.
En virksomhed anses for at udstationere medarbejdere i følgende situationer:
1. Når virksomheden for egen regning og under egen ledelse udstationerer en medarbejder i forbindelse med udførelse af en tjenesteydelse for en modtager i Danmark.
2. Når virksomheden udstationerer en medarbejder på et forretningssted, i en virksomhed inden for samme koncern eller i en virksomhed, der på lignende måde har tilknytning til den virksomhed, der foretager udstationeringen.
3. Når virksomheden i sin egenskab af vikarbureau eller anden virksomhed, der stiller medarbejder til rådighed, udstationerer en medarbejder i en brugervirksomhed.

Det er også en betingelse, at der er et ansættelsesforhold mellem medarbejderen og den udstationerende virksomhed eller en anden virksomhed, der har stillet medarbejderen til rådighed for den udstationerende virksomhed.

#### Arbejdsklausuler og kædeansvar
Den politiske reaktion på fænomenet social dumping og Laval-dommen kom i 2014, hvor den daværende regering sammen med SF og Enhedslisten nåede til enighed om et cirkulære om brug af arbejdsklausuler. Her blev alle statslige virksomheder underlagt at benytte sig af arbejdsklausuler i udbudsmaterialet, mens kommunerne blev opfordret til at skrive arbejdsklausuler ind i deres udbudskontrakter. Dette inkluderede blandt andet kædeansvarsklausuler, hvor en hovedentreprenør ville kunne blive sat ansvarlig for en underleverandørs manglende aflønning, som denne så skulle kompensere.
Foruden at indføre den principielle mulighed for at indføre kædeansvar i arbejdsklausuler, så åbnede cirkulæret også op for, at man i statsligt regi (også statslige selskaber, der ikke var i konkurrence på markedet) skulle benytte sig af arbejdsmiljøklausuler og lærlingeklausuler på byggepladserne, mens det for kommunerne blev anbefalet.

#### Revision af Udstationeringsdirektivet fra 1996
I oktober 2017 stemte EU's beskæftigelsesudvalg i Europa-parlamentet for en række ændringsforslag til den revisionsproces, som Europa-Kommissionen havde påbegyndt med et forslag stillet af dem i begyndelsen af 2016. EU's beskæftigelsesudvalg lagde specielt vægt på, at det begreb om "remuneration" (en), som Europa-Kommisionen havde brugt i stedet for det originale mindstelønsbegreb fra Udstationeringsdirektivet fra 1996, skulle betyde, at det udelukkende var et nationalt anliggende at bestemme løn- og arbejdsvilkår. Remuneration-begrebet kan oversættes til dansk som "aflønning med hvad deraf følger", og det er således langt tættere på det danske lønbegreb indenfor bygge- og anlægsbranchen, hvor lokale tillæg, firmabiler, værktøjspenge, mobil m.m., kan ses som aflønning, ligesom pensions- og sygeforsikringer også ville kunne bruges til at sammenligne lønforhold.